# Gaviãozinho
Peneireiro-pérola ou gaviãozinho (Gampsonyx swainsonii) é uma ave da família Accipitridae. Também é conhecido pelos nomes de cauré e cricri.

## Características
Mede cerca de 22 cm de comprimento e pesa 115 g.

## Alimentação
Normalmente pousa no alto de postes e árvores, observando os arredores em busca de insetos, lagartos, pássaros e outras pequenas presas.

## Reprodução
Faz um ninho delicado, com gravetos, semelhante a uma plataforma, localizado entre 4 e 7 m de altura. Põe 3 ovos brancos manchados de castanho.

## Hábitos
Comum em beiras de rios e lagos, campos com árvores esparsas, no cerrado e em cidades arborizadas.

## Distribuição Geográfica
Quase todo o Brasil, desde a Amazônia até os estados de Minas Gerais e São Paulo. Encontrado também da Nicarágua até o Paraguai e Argentina.

## Subespécies
São reconhecidas três subespécies:
- Gampsonyx swainsonii swainsonii (Vigors, 1825) - ocorre no Brasil, ao sul do Rio Amazonas até o leste do Peru, Bolívia e nordeste da Argentina;
- Gampsonyx swainsonii leonae (Chubb, 1918) - ocorre na Nicarágua; norte da América do Sul até o Rio Amazonas;
- Gampsonyx swainsonii magnus (Chubb, 1918) - ocorre da região costeira do oeste da Colômbia até o Equador e norte do Peru.